# A stadion őrültjei
A stadion őrültjei (eredeti cím: Les Fous du stade)  1972-ben bemutatott francia filmvígjáték Claude Zidi rendezésében.

## Cselekmény
|  | Alább a cselekmény részletei következnek! |

A Les Charlots francia könnyűzenei együttes tagjai egy francia kisvárosban töltik szabadságukat. Felkérik őket a főutca feldíszítésére. Egy absztrakt szobrot is a helyszínre kell szállítaniuk, ami útközben leesik a teherautóról és darabokra törik. Amikor összerakják a szobrot, egy klasszikus, fáklyavivő férfialakot ábrázol.
Az együttes egyik tagjának, Gérard-nak nagyon megtetszik a helyi zöldségesbolt tulajdonosának lánya. A lány is szimpatizál vele, de nemsokára megérkezik a fáklyavivő sportoló, aki még jobban tetszik a lánynak. Gérard annyira elkeseredik, hogy többször meg akarja ölni magát.
A fiúknak menekülniük kell, így bicikliversenyzők mezét húzzák fel, megnyerik a nemzeti versenyt, ezért az 1976-os párizsi olimpián is részt kell venniük (a valóságban nem volt ilyen olimpia). Mindenféle sportágban elindulnak, és többnyire csalással, furfanggal, mindenhol nyernek.
Végül a zöldséges is beleegyezik, hogy a lányát Gérard-hoz adja, de az esküvő napján a leány (vőlegényét hátrahagyva) a Tour de France bajnokának nyomába ered...
|  | Itt a vége a cselekmény részletezésének! |

## Szereposztás
- Les Charlots :
  - Gérard Rinaldi : Gérard
  - Gérard Filippelli : Phil
  - Jean Sarrus : Jean
  - Jean-Guy Fechner : Jean-Guy
- Paul Préboist (Harsányi Gábor) : Jules Lafougasse, a zöldséges
- Martine Kelly : Délice, a zöldséges lánya
- Gérard Croce : Lucien, a zöldséges fia
- Pierre Gualdi : a játékok rendezője
- Patrick Gilles : atléta
- Guy Lux : önmaga
- Aimable : önmaga
- Gérard Blanc : versenyző a Tour de France-on
- Christian Fechner : startlövő a maratonon
- Jacques Préboist : rendőr
- Gu
- Silvio
- Jean Van Nes:
- Jacques Seiler : a biciklisták sportvezetője

## Forgatási helyszínek
- A film jeleneteit a franciaországi Provence-ban vették fel. Néhány jelenetet Graveson-ban, az olimpiai jeleneteket Avignonban játszották. A stadion Barbentane-ban volt, ahol a helyi lakosok játszották a nézők szerepét.

## Bemutató és nézettségi adatok
Magyarországi bemutató 1976. április 8. 
A filmnek Franciaországban 5 744 270 nézője volt.

## Fordítás
- Ez a szócikk részben vagy egészben  a   Les Fous du stade című francia Wikipédia-szócikk fordításán alapul.  Az eredeti cikk szerkesztőit annak laptörténete sorolja fel. Ez a jelzés csupán a megfogalmazás eredetét és a szerzői jogokat jelzi, nem szolgál a cikkben szereplő információk forrásmegjelöléseként.